# Ван Дётеком, Паулин
Паули́н И́лзе Мари́я ван Дётеком (нидерл. Paulien Ilse Maria van Deutekom; род. 4 февраля 1981, Гаага, Нидерланды — ум.2 января 2019 года) — нидерландская конькобежка, чемпионка мира 2008 года в классическом многоборье и чемпионка мира 2008 года в командной гонке, призёр чемпионатов мира и Европы.

## Биография
Паулин ван Дётеком выросла в Гауде и не обладала прирождённым талантом конькобежца. Начала кататься на коньках в возрасте 4-5 лет. С 9 лет она каталась на коньках в клубе "Gouda Skating Club". В 16 лет стала тренироваться под руководством тренера Вима Ньювенхейзена, а позже она переключилась на региональный отбор в и тренировалась у Вима ден Эльсена. По-настоящему её карьера началась только в 18 лет, и в 1999 году стала участвовать на чемпионате Нидерландов.
В декабре 2001 года в Херенвене она не смогла пройти отбор на олимпиаду 2002 года, заняв лучшее 9-е место на дистанции 5000 м. Её первая победа на международном уровне была добыта в 2005 году на зимней Универсиаде в Инсбруке, где она завоевала золотую медаль на дистанции 1500 м и серебряную на 1000 м. Уже в ноябре на Кубке мира в Калгари Паулин установила Национальный рекорд на дистанции 1500 м с результатом 1.55,43 сек и впервые выиграла"серебро" в беге на 1500 м на чемпионате Нидерландов.
Последние результаты помогли ей попасть на зимние Олимпийские игры в Турине, где она заняла 13-е место в забеге на 1500 м и 6-е в командной гонке. Весной 2006 года подписала контракт с командой Герарда Кемкерса "TVM skating team". В 2007 году ван Дётеком на Национальном чемпионате заняла 3-е место на дистанциях 1500 и 3000 м и дебютировала на чемпионате Европы в Коллальбо, где заняла 7-е место в комбинации многоборья.
В марте на чемпионате мира на отдельных дистанциях в Солт-Лейк-Сити выиграла серебряную медаль в командной гонке преследования. В сезоне 2007/08 году вновь была первой на дистанциях 1000 и 1500 м на чемпионате страны и заняла 3-е место в беге на 3000 м и в многоборье. В январе 2008 года заняла 2-е место в многоборье на чемпионате Европы в Коломне.
Следом выиграла золотые медали в многоборье на чемпионате мира в Берлине и на чемпионате мира на отдельных дистанциях в Нагано в командной гонке преследования и "серебро" в беге на 1500 м и 3000 м. Сезон 2008/09 не принёс особых результатов для ван Дётеком, в котором она стала 4-й на чемпионате Европы и 7-й на мировом первенстве, на чемпионате Нидерландов она вновь стала двукратной чемпионкой на отдельных дистанциях.
Сезон 2009/10 она провалила и ушла из команды "TVM skating team", хотя летом 2010 года она перешла в команду "Control skating team" под руководством Жака Ори, она не смогла добиться успехов на Национальном и Европейском чемпионатах. Следующие 2 года также провела на низком уровне и 3 марта 2012 года завершила карьеру.

## Личная жизнь и смерть
После окончания карьеры Ван Дётеком завершила обучение в области педагогики в Утрехтском университете прикладных наук и получила степень магистра. С 2013 года она работала конькобежным аналитиком в Олимпийском комитете Нидерландов (NOS) и в октябре 2015 года стала менеджером по работе с клиентами и тренером по стилю жизни topsport в муниципалитете Амстердама. В 2017 году у них с мужем Каем ван дер Койем родилась дочь Линн.
Летом 2018 года ван Дётеком был поставлен диагноз рак лёгких, от которого она скончалась 2 января 2019 года — за месяц до своего 38-летия.
Она была одной из лучших подруг конькобежки Ирен Вюст. После её смерти был создан фонд Паулин ван Дётеком, с помощью этого они собирают деньги на исследования рака лёгких. Команда бывших конькобежцев "Team Nuyt", которая была создана в 2006 году и в которую входила и Паулин, в феврале 2019 года провела акцию в память о ван Дётеком.